# 袁俊杰
袁俊杰（Zachary Yuen，1993年3月3日—）是加拿大華裔職業冰球員，温哥华出生长大。司職後衛。現時效力大陸冰球聯盟的北京崑崙鴻星隊。他曾在2022年北京冬季奧運會代表中國參與男子冰球項目。
袁俊杰是第一个被加拿大青年冰球联赛选中的华裔球员，2011年被NHL温尼伯喷气机队选中、成为第三个被NHL球队选中的华裔，代表加拿大国家青年队参加世青赛，先后效力过不同联赛的多支球队。2016年加盟昆仑鸿星队，是中国球员在KHL的第一个得分、第一粒进球、第一粒季后赛进球、第一个全场最佳球员。

## 家庭
父亲是中国香港人。15岁那年移民去了温哥华，经常跟朋友一起去打球、看比赛。母亲是广东梅州人，家里说粤语。袁俊杰两岁就被爸爸带上冰。姐姐袁佳慧也曾是冰球运动员。